# Волков, Александр Александрович (волейболист)
Александр Александрович Волков (род. 14 февраля 1985, Москва) — российский волейболист и тренер, центральный блокирующий, чемпион Игр ХХХ Олимпиады в Лондоне, заслуженный мастер спорта России.

## Биография
Александр Волков начинал заниматься волейболом в 11 лет, его первым тренером была Вера Сергеевна Касаткина. В 2002 году сразу по окончании московского Центра образования «Олимп» дебютировал в команде Суперлиги «Динамо» (Москва), возглавляемой Виктором Радиным. 17-летнему центральному удалось обратить на себя внимание тренеров юношеской сборной России. В апреле 2003 года Волков в её составе стал победителем чемпионата Европы в Хорватии.
Осенью того же года после травмы Сергея Ермишина прочно занял место в стартовом составе «Динамо», с которым выиграл первые медали российских соревнований — серебро Кубка России и национального чемпионата.
В сентябре 2004 года в Загребе команда, выступавшая под флагом молодёжной сборной, но по-прежнему руководимая Сергеем Шляпниковым, одержала победу в первенстве Европы. Один из ключевых её игроков, Александр Волков, новый клубный сезон провёл в московском «Луче», являвшемся по сути фарм-командой «Динамо», а по завершении чемпионата России был вызван в национальную сборную и дебютировал в ней 4 июня 2005 года на групповом этапе Евролиги в матче со сборной Эстонии в Таллине (3:2).
В августе 2005 года Волков вновь в составе молодёжной команды выступил на чемпионате мира в индийском городе Вишакхапатнам. Накануне финала почувствовал недомогание, но, несмотря на температуру, проявил характер, выйдя на площадку в игре со сверстниками из Бразилии. Благодаря его мощным подачам подопечные Юрия Маричева отыгрались в тяжело складывавшейся третьей партии, а взяв её, выиграли и матч.
В сборной страны при Зоране Гаиче Волков играл нечасто, но с 2007-го стал одним из ключевых игроков команды. Один из самых ярких матчей за сборную провёл 2 декабря 2007 года в Токио, в заключительный день Кубка мира. В тяжелейшей игре против сборной США, где на кону стояли медали Кубка и путёвка на Олимпиаду в Пекине, Волков, выйдя на подачу при счёте 1:2 по партиям и 16:16 в четвёртом сете, сошёл с неё при безнадёжных для американцев 16:24, после чего соперники проиграли пятую партию, а с ней и матч. Александр Волков, фактически избавивший сборную России от дополнительного отбора на Олимпиаду, в её составе стал бронзовым призёром Игр в Пекине.

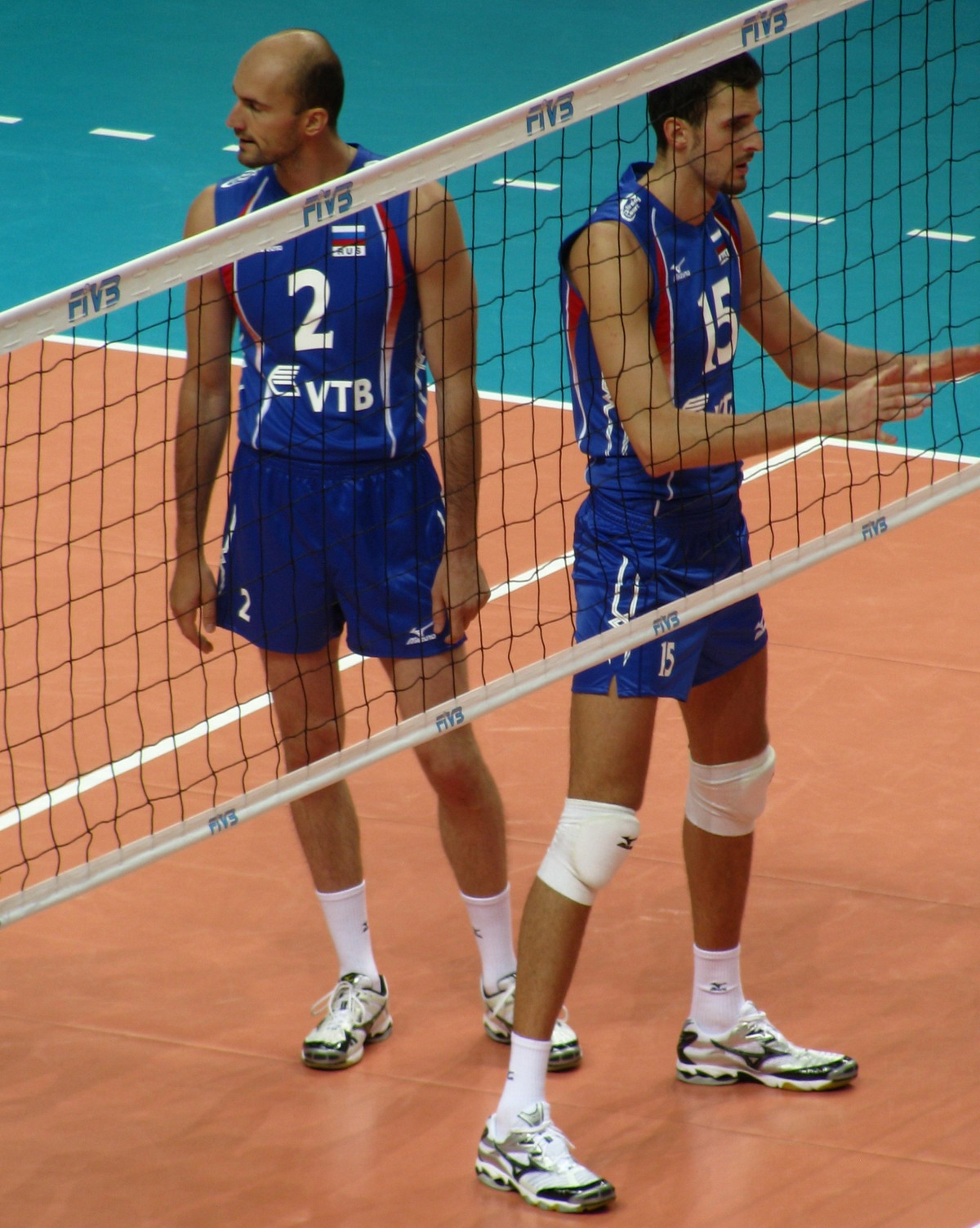
Александр Волков (№ 15) и Семён Полтавский в матче Мировой лиги против сборной США (Екатеринбург, 5 июня 2010)

После Олимпийских игр провёл ещё два сезона в московском «Динамо», летом 2010 года подписал контракт с итальянским «Кунео». В 2011 году выиграл Кубок Италии и серебро национального чемпионата, но в Лиге чемпионов «Кунео» выступил неудачно — после домашнего поражения в «раунде шести» от московского «Динамо» волейболисты итальянской команды взяли реванш в Москве, но затем уступили в золотом сете и не пробились в «Финал четырёх». По окончании сезона Волков расстался с «Кунео», вернулся в Россию и подписал контракт с казанским «Зенитом». В составе национальной сборной в 2011 году выиграл турнир Мировой лиги и Кубок мира.
Перед началом сезона-2011/12 Александр Волков был выбран капитаном «Зенита». 28 января 2012 года перенёс операцию по удалению осколка хряща в правом коленном суставе, но уже в марте вернулся в состав «Зенита» и помог команде одержать победы в чемпионате России и Лиге чемпионов. Летом 2012 года из-за проблем с коленом не провёл ни одного матча в рамках Мировой лиги, пропустил часть подготовки к Олимпийским играм в Лондоне. Несмотря на серьёзный риск, поехал на Олимпиаду:
Мы посоветовались с тренером и решили, что мы пожертвуем коленом, но попробуем добиться какого-то результата здесь.
По словам главного тренера российской команды Владимира Алекно, в каждый игровой день олимпийского турнира из правого колена Волкова врач Ярослав Смакотнин откачивал по 30—40 мл жидкости, спортсмен постоянно испытывал боль, не участвовал в утренних тренировках, но тем не менее неизменно выходил в стартовом составе команды во всех играх плей-офф олимпийского турнира. В трудном финальном матче со сборной Бразилии, Волков набрал 6 очков, в частности эффектным одиночным блоком завершил третью партию в пользу команды России, которая сократила отставание в матче (1:2), а в итоге добилась победы.
5 октября 2012 года в Мюнхене Волков перенёс новую операцию и полностью пропустил клубный сезон 2012/13 годов. В конце января — начале февраля 2013 года стал одним из победителей голосования болельщиков по определению участников Матча звёзд чемпионата России и принял участие в этом матче в качестве главного тренера команды Максима Михайлова.
В сентябре 2013 года на Кубке России вернулся к активной игровой карьере и снова стал капитаном казанского «Зенита». В сезоне-2013/14 в четвёртый раз выиграл золото чемпионата России, но не участвовал в полуфинальном и финальном матчах из-за новой травмы правого коленного сустава (на сей раз мениска) и в мае в очередной раз был прооперирован. С начала сезона-2014/15 тренировался по индивидуальной программе в Казани, не имея действующего контракта с «Зенитом», и вновь вышел на площадку 28 февраля 2015 года в матче заключительного тура предварительного этапа чемпионата России.
В ноябре того же года Александр Волков перешёл в уфимский «Урал», где получил большую игровую практику, стал одним из лидеров команды и заслужил право вернуться в сборную России. В 2016 году выступал за неё на европейском олимпийском отборочном турнире, в Мировой лиге и на Играх в Рио-де-Жанейро. На третьей для Волкова Олимпиаде национальная команда осталась без медалей, заняв 4-е место.
После олимпийского турнира Александр Волков тренировался в составе казанского «Зенита», причём пробовал себя в амплуа доигровщика. В октябре 2016 года подписал контракт с «Газпромом-Югрой», выступал за команду как на позиции блокирующего, так и в качестве доигровщика, но в конце того же года соглашение с сургутским клубом было расторгнуто. В январе 2017 года Волков продолжил карьеру в московском «Динамо», а в мае перешёл в новообразованный клуб «Зенит» (Санкт-Петербург), с которым в наступившем сезоне стал серебряным призёром чемпионата России.   
В августе 2019 года Александр Волков пополнил состав сосновоборского «Динамо-ЛО», а в апреле 2020 года вернулся в казанский «Зенит», где провёл ещё три сезона, в двух из них был капитаном команды. 7 мая 2023 года в шестой раз выиграл золото национального чемпионата и после матча финальной серии Суперлиги против московского «Динамо» объявил о завершении игровой карьеры.  
22 мая 2023 года стал главным тренером клуба «Белогорье». После первого круга сезона-2023/24 команда под руководством Волкова занимала 6-е место в турнирной таблице, проиграв 7 из 15 матчей, а затем выиграла все 15 матчей во втором круге и завершила регулярный чемпионат на третьем месте. По итогам матчей плей-офф «Белогорье» стало бронзовым призёром Суперлиги. Этот результат команда показала и следующем сезоне. 12 мая 2025 года Волков покинул пост главного тренера «Белогорья».

## Достижения

### Со сборными
- Чемпион Олимпийских игр (2012).
- Бронзовый призёр Олимпийских игр (2008).
- Серебряный призёр чемпионата Европы (2007).
- Обладатель Кубка мира (2011), серебряный призёр Кубка мира (2007).
- Победитель (2011), серебряный (2007, 2010) и бронзовый (2008, 2009) призёр Мировой лиги.
- Чемпион Европы среди юниоров (2003).
- Чемпион Европы среди молодёжных команд (2004).
- Чемпион мира среди молодёжных команд (2005).
- Чемпион всероссийской Спартакиады (2022) в составе сборной Татарстана.

### В клубной карьере
- Чемпион России (2005/06, 2007/08, 2011/12, 2013/14, 2014/15, 2022/23), серебряный (2003/04, 2006/07, 2016/17, 2017/18) и бронзовый (2009/10, 2021/22) призёр чемпионатов России.
- Победитель Кубка России (2006, 2008, 2021, 2022), финалист (2003, 2007, 2018) и бронзовый призёр (2009, 2013) Кубка России.
- Обладатель Суперкубка России (2008, 2009, 2011, 2020).
- Обладатель Суперкубка Италии (2010).
- Обладатель Кубка Италии (2010/11).
- Серебряный призёр чемпионата Италии (2010/11).
- Победитель (2011/12), финалист (2009/10) и бронзовый призёр (2006/07) Лиги чемпионов.
- Бронзовый призёр клубного чемпионата мира (2011).

### Индивидуальные
- Лучший нападающий «Финала четырёх» Кубка России (2006).
- Лучший блокирующий «Финала четырёх» Лиги чемпионов (2006/07).
- Лучший блокирующий «Финала четырёх» Кубка России (2008, 2021).
- Вошёл в символическую сборную «Финала шести» чемпионата России (2022).
- Лучший нападающий чемпионата Европы (2009).
- MVP Суперкубка Италии (2010).
- Обладатель приза Fair Play «Финала четырёх» Лиги чемпионов (2013/14).
- Участник Матчей звёзд России (2005, 2008, 2009, 2010, февраль 2014 — в качестве игрока, 2013 — в качестве тренера).

### В тренерской карьере
- Бронзовый призёр чемпионата России (2023/24, 2024/25).

## Государственные награды и звания
- Заслуженный мастер спорта России (2008).
- Орден Дружбы (13 августа 2012 года) — за большой вклад в развитие физической культуры и спорта, высокие спортивные достижения на Играх XXX Олимпиады 2012 года в городе Лондоне (Великобритания)[29].

## Личная жизнь
В 2005 году Александр Волков окончил Московский институт международных экономических отношений.
В 2015 году стал совладельцем бойцовского клуба Golden Tiger в Казани.